# Айнмиллер, Генрих
Генрих Айнмиллер (нем. Heinrich Ainmiller) — немецкий исторический живописец по стеклу.
Родился в Мюнхене 28 марта 1837 года, сын Макса Эмануэля Айнмиллера.
Ему принадлежат: картон окна для коллегии святого Петра в Кембридже, ряд фигур и композиций для окон собора в Глазго, для замка Луминьи близ Куломье и т. д. После смерти отца (в 1870 году) он переселился в Зальцбург и занимался там на досуге изучением эпохи Возрождения. Умер в 1892 году.